# Slowenische Badmintonmeisterschaft 2023
Die Slowenische Badmintonmeisterschaft 2023 fand vom 4. bis zum 5. Februar 2023 in Kungota statt.

## Medaillengewinner
| Disziplin    | Gold                      | Silber                        | Bronze                         |
| ------------ | ------------------------- | ----------------------------- | ------------------------------ |
| Herreneinzel | Jaka Ivančič              | Rok Jerčinovič                | Maj Poboljšaj                  |
| Herreneinzel | Jaka Ivančič              | Rok Jerčinovič                | Žiga Podgoršek                 |
| Dameneinzel  | Petra Polanc              | Anja Blazina                  | Zoja Novak                     |
| Dameneinzel  | Petra Polanc              | Anja Blazina                  | Ariana Korent                  |
| Herrendoppel | Gal Bizjak Domen Lonzarič | Mark Koroša Andraž Pungartnik | Klemen Lesničar Miha Masten    |
| Herrendoppel | Gal Bizjak Domen Lonzarič | Mark Koroša Andraž Pungartnik | Martin Cerkovnik Gašper Krivec |
| Damendoppel  | Iza Šalehar Lia Šalehar   | Špela Alič Anja Jordan        | Anja Blazina Ariana Korent     |
| Damendoppel  | Iza Šalehar Lia Šalehar   | Špela Alič Anja Jordan        | Lina Pipan Taja Pipan          |
| Mixed        | Miha Ivančič Petra Polanc | Maj Poboljšaj Anja Jordan     | Daniel Klančar Kara Zorman     |
| Mixed        | Miha Ivančič Petra Polanc | Maj Poboljšaj Anja Jordan     | Jaka Ivančič Taja Pipan        |